# 小野寺彩乃
小野寺 彩乃（おのでら あやの、10月28日 - ）は、日本のチアリーダー、チアリーディング指導者。トリコロールマーメイズ所属。チアリーダーとしての登録名はAyano。

## 来歴
小学生の頃からダンスサークル『ウエストファンジュニア』でダンスを習い始め、ミュージカル団体『Kidsミュージカルファクトリー』やミュージカル団体『Rhythm of Infinity』を経てスポーツインストラクターの専門学校を卒業、2012年からチアリーダーとして本格的に活動を開始した。
2013年には横浜F・マリノス公式チアリーディングチーム『トリコロールマーメイズ』に入団すると元気な声と迫力のあるキックやジャンプを武器に活躍、2016年には西口沙織の後任としてキャプテンに就任し、2018年まで6年間在籍した。
翌2019年にはアースフレンズ東京Z専属チアリーダー『Zgirls』に移籍したが、2024年にトリコロールマーメイズに復帰した。
トリコロールマーメイズ時代からチアリーディング指導者としても活動し、古巣であるウエストファンジュニアやKidsミュージカルファクトリーの講師アシスタントなどを歴任している他、神奈川大学チアリーディング部『Wings』のコーチを務めている。

## 所属チーム
- 2013年-2018年  トリコロールマーメイズ
- 2019年-2023年  Zgirls
- 2024年-  トリコロールマーメイズ